# Daniel Pratt
Daniel Pratt (* 1806 im Washington County, New York; † 23. Juli 1884 in Syracuse, New York) war ein US-amerikanischer Jurist und Politiker.

## Werdegang
Daniel Pratt wuchs auf der Farm seines Vaters auf. Seine Kindheit war vom Britisch-Amerikanischen Krieg überschattet. Ab seinem 18. Lebensjahr unterrichtete er an einer Bezirksschule. Er besuchte dann die Cambridge Academy. 1835 graduierte er am Union College in Schenectady (New York). Danach unterrichtete er in Memphis (New York). Er studierte dort Jura bei D.D. Hills. Seine Zulassung als Anwalt erhielt er 1836 und eröffnete dann mit Hills eine Anwaltspraxis in Syracuse (New York). Die Folgejahre waren von der Wirtschaftskrise von 1837 bestimmt.
Er wurde 1843 zum Richter am Court of Common Pleas im Onondaga County ernannt – ein Posten, den er bis Juli 1847 innehatte. Die letzten Jahre seiner Amtszeit waren vom Mexikanisch-Amerikanischen Krieg geprägt. Von 1847 bis 1858 war er Richter am New York Supreme Court und 1850 sowie 1858 ex officio Richter am New York Court of Appeals. Danach nahm er seine Tätigkeit als Anwalt wieder auf und wurde Partner von D.J. Mitchell und Wilber M. Brown in Syracuse (New York).
Von 1874 bis 1875 bekleidete er als Demokrat den Posten als Attorney General von New York.
Im Onondaga Historical Association Museum in Syracuse hängt ein Porträt von seinem Sohn George Comstock Pratt (1842–1853). Seine Witwe Augusta J. Pratt war 1885 Miterbin des Townley English Anwesens, welches damals einen Wert von 100.000 US-Dollar hatte.